# Luísa de Brandemburgo-Schwedt
Luísa Henriqueta Guilhermina de Brandemburgo-Schwedt (em alemão:  Luise Henriette Wilhelmine; Stolzenburg, 24 de setembro de 1750 — Dessau, 21 de dezembro de 1811) foi princesa de Brandemburgo-Schwedt por nascimento, e princesa e duquesa de Anhalt-Dessau pelo seu casamento com Leopoldo III de Anhalt-Dessau.

## Família
Luísa era a segunda filha nascida do marquês Frederico Henrique de Brandemburgo-Schwedt e de Leopoldina Maria de Anhalt-Dessau. Seus avós paternos eram o marquês Filipe Guilherme de Brandemburgo-Schwedt e a princesa Joana Carlota de Anhalt-Dessau. Seus avós maternos eram o príncipe Leopoldo I de Anhalt-Dessau e Ana Luísa Föhse.
Ela tinha uma única irmã mais velha, Frederica Carlota, a última abadessa-princesa da Abadia de Herford. A tia paterna delas, Isabel Albertina, tinha sido abadessa da mesma Abadia antes.

## Biografia
Em 25 de julho de 1767, no Palácio de Charlottenburg, aos dezesseis anos de idade, Luísa casou-se com o seu primo, o príncipe Leopoldo III, de vinte e seis anos. Ele era filho de Leopoldo II de Anhalt-Dessau e de Gisela Inês de Anhalt-Köthen.
Pelo seu casamento foi princesa de Anhalt-Dessau até 1807, quando tornou-se duquesa a partir da ascensão do marido. Eles tiveram apenas um filho sobrevivente, o príncipe herdeiro Frederico.
Ela era considerada educada e bem letrada, com talento artístico, tendo sido a destinatária das Cartas de Auler de Leonhard Euler para uma Princesa Alemã. Era amiga de vários artistas, entre eles, Angelika Kauffmann. Luísa viajou para a Inglaterra em 1775, e mais tarde, visitou a Suíça e a Itália.
A duquesa faleceu em 21 de dezembro de 1811, aos 61 anos de idade. Leopoldo sobreviveu por mais alguns anos, até morrer em 9 de agosto de 1817, um dia antes de completar 77 anos de idade.
Apesar de não ter se casado novamente, Leopoldo teve vários filhos ilegítimos.

## Descendência
- Filha (n. e m. 11 de fevereiro de 1768);
- Frederico de Anhalt-Dessau (27 de dezembro de 1769 - 27 de maio de 1814), príncipe hereditário de Anhalt-Dessau. Foi marido de Amália de Hesse-Homburgo, com quem teve sete filhos.

## Galeria

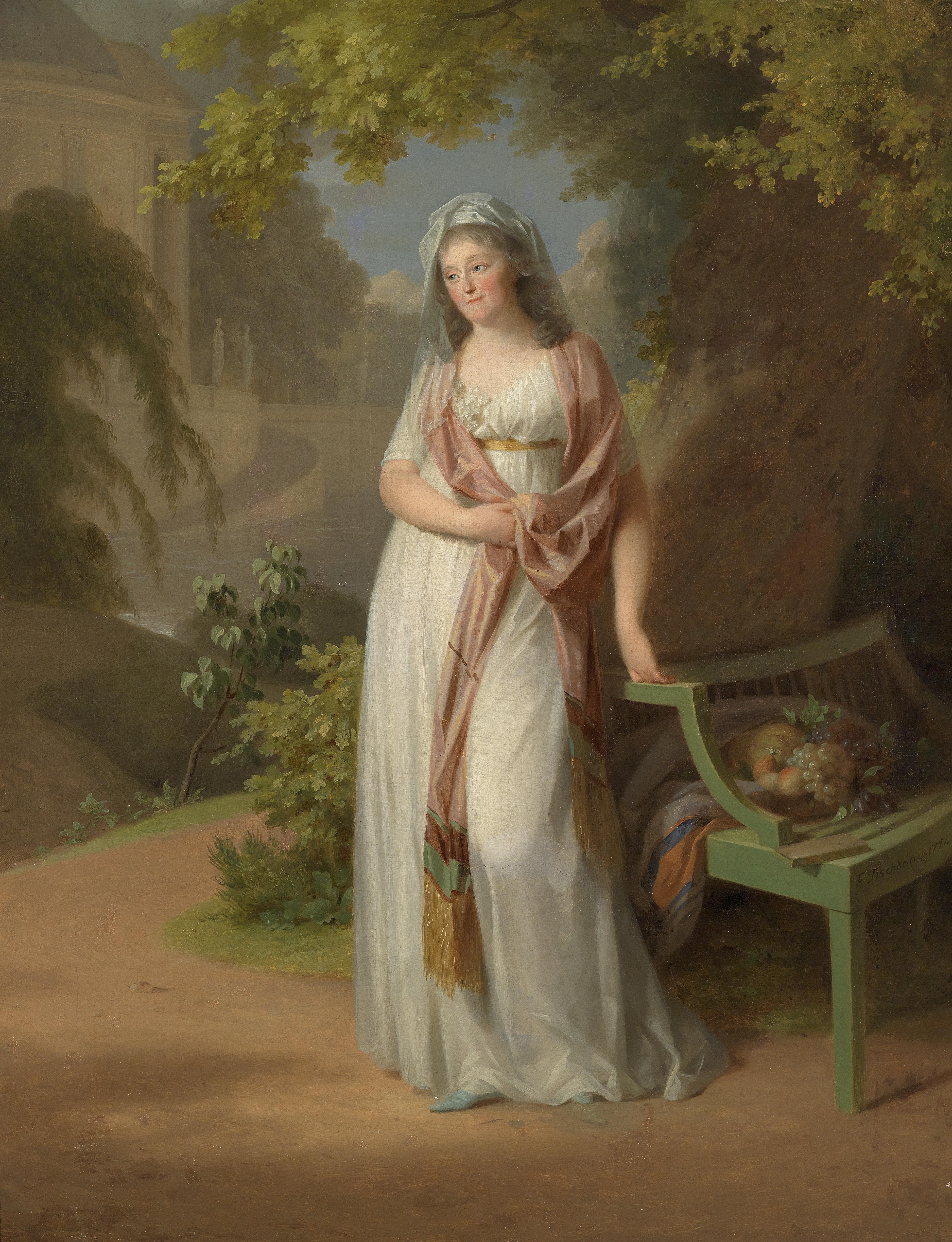
Luísa em 1794 por Johann Friedrich August Tischbein;
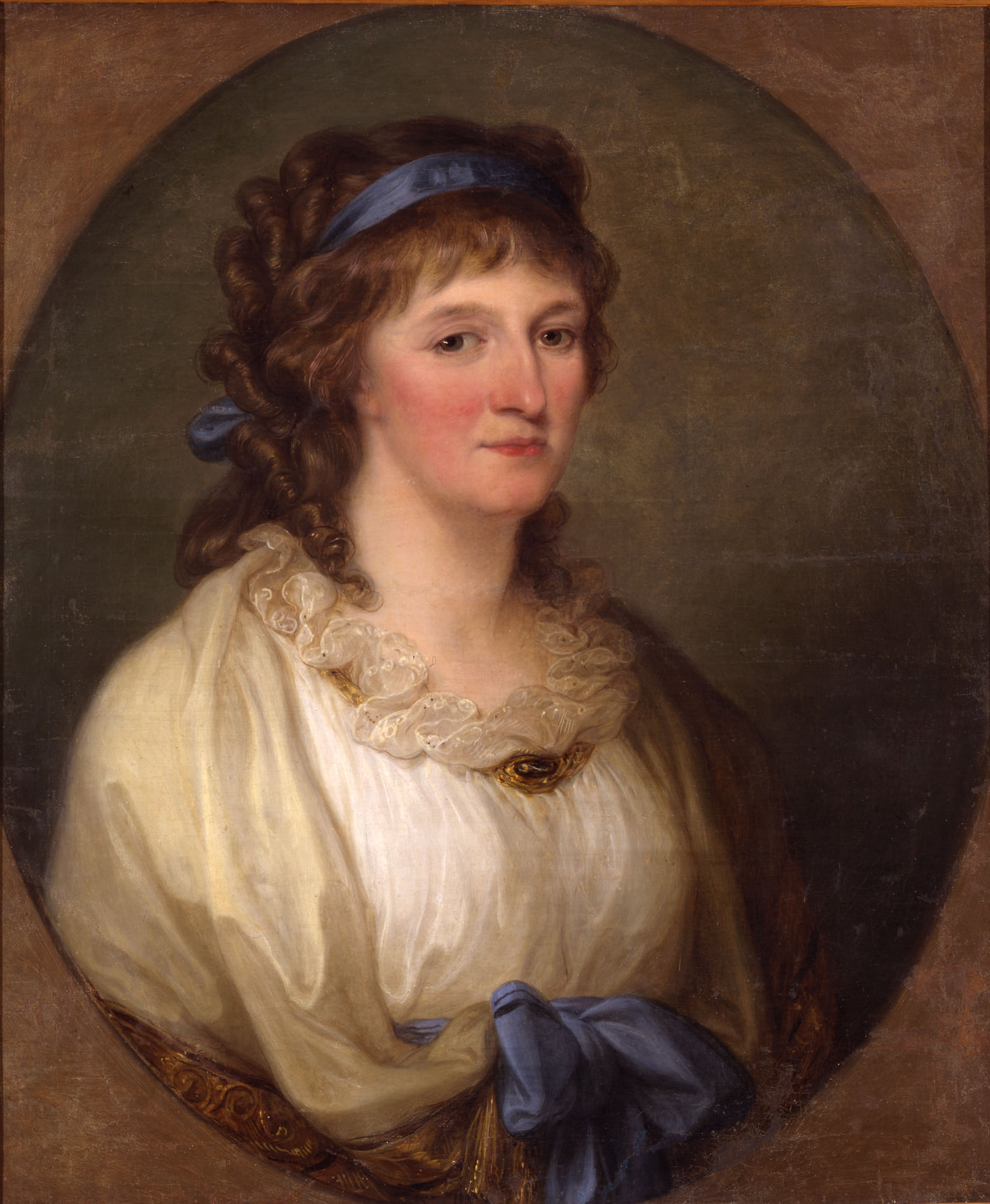
Luísa em 1796 por Angelika Kauffmann.